# Protolito
Il protolito indica la litologia precedente al metamorfismo di una roccia metamorfica. L'etimologia del termine deriva dal greco antico
πρωτο (prōto)= primo, e λίθος (líthos)= pietra, a indicare la pietra originaria da cui deriva la roccia in questione.
Le rocce metamorfiche derivano dalla trasformazione di rocce preesistenti, hanno quindi una roccia da cui derivano: ad esempio uno gneiss può derivare dalla trasformazione di un protolito granitico.
Il protolito può essere una roccia magmatica, sia intrusiva che effusiva, sedimentaria o anche già metamorfica, sia isochimica che metasomatica. Solo le rocce sedimentarie evaporitiche e alcune rare magmatiti alcaline sembrano non essere presenti tra i protoliti.